# Rhinobatos formosensis
Rhinobatos formosensis is een vissensoort uit de familie van de vioolroggen (Rhinobatidae). De wetenschappelijke naam van de soort is voor het eerst geldig gepubliceerd in 1926 door Norman.